# Alkman
Alkman (altgriechisch Ἀλκμάν Alkmán) war ein altgriechischer Chorlyriker des 7. Jahrhunderts v. Chr. aus Sparta. Er ist der älteste Dichter des alexandrinischen Kanons der neun Lyriker.

## Herkunft und Leben
Der antiken (mutmaßlich auf Aristoteles zurückgehenden) Tradition zufolge stammte Alkman ursprünglich aus der lydischen Hauptstadt Sardes. Ob er, wie Geschichten aus der Antike berichten, als Sklave des Agesidas (= Hagesidamos?) nach Sparta kam, aber wegen seines Talents freigelassen wurde, ist unklar. Da in der Antike Angaben über das Leben von Schriftstellern oft aus biographischer Interpretation ihrer Werke erschlossen wurden, ist die Glaubwürdigkeit zweifelhaft.

## Werke

### Überlieferung
Im Altertum schrieb man Alkman sechs Bücher chorlyrischer Dichtung zu (ca. 50–60 Lieder), die wahrscheinlich schon in der Antike verloren gingen. Alkman war daher bis zur Mitte des 19. Jahrhunderts lediglich aus fragmentarischen Zitaten in den Werken anderer griechischer Schriftsteller bekannt. Im Jahre 1855 wurde ein Papyrus in einem Grab im ägyptischen Saqqâra mit 101 Versen eines sogenannten Partheneions („Mädchenlied“) gefunden. Er ist jetzt im Louvre ausgestellt. In den 1960er Jahren wurden mehrere Fragmente in der britischen Sammlung der ägyptischen Papyri aus Oxyrhynchos entdeckt und veröffentlicht.

### Art der Dichtung. Lesbische Liebe
Die meisten der Fragmente stammen aus Parthenien, d. h. Hymnen, die von Chören unverheirateter Frauen (zu griechisch παρθένος ‚Jungfrau‘) bei den Initiationsriten der Mädchen aufgeführt wurden. Der Schweizer Altphilologe Claude Calame (1977) hat diese Gattung erschöpfend beschrieben. Wahrscheinlich hat Alkman auch Chorlieder für die Knaben gedichtet; die Parthenien standen aber offenbar im Zentrum des Interesses der hellenistischen Gelehrten.
Die Mädchen drücken in den Fragmenten öfter homoerotische Gefühle aus, und die antiken Autoren berichten, dass die spartanischen Frauen in gleichgeschlechtliche Beziehungen involviert waren, die mit der wohlbekannten männlichen Päderastie der Griechen verglichen werden können. Die ungefähr zeitgenössische Dichterin Sappho aus Lesbos (nach der die lesbische Liebe bekanntlich ihren Namen bekam) beschreibt ähnliche Beziehungen in ihren monodischen Liedern. Ob die Beziehungen eine physische Seite hatten und in dem Fall welche, bleibt offen. Wie dem auch sei: dass die Liebe von einem Mann, Alkman, kodiert und während der städtischen Feste proklamiert wurde, ist ein deutliches Zeichen dafür, dass die romantischen Gefühle der Mädchen nicht nur stillschweigend toleriert, sondern laut gefördert wurden.
Alkmans Chorlieder waren für den Kult bestimmt. So berichtet der spartanische Historiker Sosibios (ca. 200 v. Chr.) (laut Athenaios):

„Die Chorleiter tragen [die thyreatischen Kränze] zum Gedächtnis des Sieges bei Thyrea bei diesem Fest, als sie auch die Gymnopädien feiern. Es gibt drei Chöre, vorne einen Knabenchor, <rechts einen Greisenchor> und links einen Männerchor; sie tanzen nackt und singen die Lieder des Thaletas und Alkmans und die Päane des Lakoners Dionysodotos.“

Mit anderen Worten wurden die Lieder Alkmans bis in der hellenistischen Zeit zu gewissen Zeitpunkten von immer neuen Mädchen bzw. Knaben wiederaufgeführt. Das einzelne Chorlied war eine Art Drama mit gewissen Rollen, z. B. die Rolle der Chorleiterin bzw. des Chorleiters oder die Rolle des schönen, in einer besonderen Beziehung zur Chorleiterin stehenden Mädchens.

### Sprache
Die überlieferten Fragmente sind von Spartas dorischem Dialekt (dem sog. Lakonischen) geprägt. Diese Prägung zeigt sich vor allem in lautlichen Sonderbarkeiten wie α = η, ω = ου, η = ει, σ = θ, σδ = ζ, -οισα = -ουσα (obwohl die beiden letzten Sprachzüge nicht im Lakonischen selbst belegt worden sind) und dem Gebrauch des dorischen Akzents. Andererseits weisen die Fragmente auch viele prosodische, morphologische und phraseologische Gemeinsamkeiten mit dem homerischen Epos auf.
Der Schweizer Ernst Risch beurteilte in einem berühmten Aufsatz (1954) Alkmans Sprache mit folgenden Worten:

„Die Sprache Alkmans ist im ganzen Dorisch, lässt sich aber nicht näher lokalisieren und zeigt auf jeden Fall starken Einfluss der homerischen, höchst wahrscheinlich auch der lesbischen Dichtersprache und auch des epischen Sonderzweiges, der uns vor allem durch Hesiod bekannt ist. 2. Der Text ist nachträglich korrigiert worden, und zwar vor allem a) durch Einführung von σ statt θ (σιός) im Sinne einer Anpassung ans zeitgenössische Lakonische ... und b) durch Angleichung an die Sprache von Kyrene ...“

Der englische Altphilologe Denys L. Page schließt in seiner einflussreichen Monographie (1951) ebenfalls:

„(i) that the dialect of the extant fragments of Alcman is basically and preponderantly the Laconian vernacular; (ii) that there is no sufficient reason for believing that this vernacular in Alcman was contaminated by features from any alien dialect except the Epic; (iii) that features of the epic dialect are observed (a) sporadically throughout the extant fragments, but especially (b) in passages where metre or theme or both are taken from the Epic, and (c) in phrases which are as a whole borrowed or imitated from the Epic...“

In seiner Dissertation über die Sprache Alkmans (2001) ist der dänische Altphilologe George Hinge dagegen zur umgekehrten Konklusion gelangt: Alkman gehe grundsätzlich vom selben Sprachsystem aus wie Homer („die gemeinsame Dichtersprache“), aber da die Lieder von Lakonern vorgeführt wurden, wurden sie auch mit lakonischen Akzent überliefert und letztendlich im 3. Jahrhundert mit lakonischer Orthographie niedergeschrieben.

### Übersetzungen ausgewählter Fragmente
Fragment 26: Das Eisvogellied
Fragment 26 Page/Davies, übersetzt von Hermann Fränkel:
„Mädchen mit süßem Gesang und mit reizender Stimme, die Beine

tragen mich Alten nicht länger; ach wenn ich ein Eisvogel wäre,

wie er mit den Eisvogelmädchen gemeinsam dahinschwebt, von Furcht frei,

über die Kronen der Wellen, der purpurne heilige Vogel.“
(Statt „heilige Vogel“ im letzten Vers soll man möglicherweise mit den Handschriften (aber gegen die Herausgeber) „Frühlingsvogel“ lesen.)
Fragment 89: Die schlafende Natur
Fragment 89 Page/Davies, übersetzt von Hermann Fränkel:
„Es schlafen der Gebirge Gipfel und Täler,

Klippen und Schluchten,

und der Wald und alle Wesen die von der schwarzen Erde genährt werden,

und die Tiere die in den Bergen ihr Lager haben und der Bienen Geschlecht

und die Wesen in den Tiefen der purpurnen See,

es schlafen die Völker der flügelbreitenden Vögel.“
Die manchmal behauptete Ähnlichkeit mit Goethes Über allen Gipfeln von 1780 stellt Winfried Elliger: Die Darstellung der Landschaft in der griechischen Dichtung (1975), S. 185, in Abrede. Weitere Anhaltspunkte dafür, dass Goethe Alkmans Fragment bei der Abfassung seines Nachtliedes gekannt hat, gibt es nicht. Möglich wäre das allerdings gewesen, nachdem der griechische Text 1773 in Apollonii Sophistae Lexicon Graecum Iliadis et Odysseae, herausgegeben von Jean-Baptiste Gaspard d’Ansse de Villoison, Paris 1773, und in der Rezension dieses Werks in Philologische Bibliothek, Göttingen 1773, S. 452 veröffentlicht worden war.
Fragment 1: Das große Partheneion
Fragment 1 Page/Davies, übersetzt von George Hinge:
Denn die Götter zahlen heim.

Derjenige ist glücklich, der froh

den ganzen Tag durchläuft

ohne Tränen. Ich werde aber von Agidos

Licht singen. Ich sehe sie

wie die Sonne, von deren Schein

Agido uns eine Zeugin

ist. Dass ich sie preise

oder tadle, erlaubt die geehrte Chorleiterin aber

keineswegs, denn sie scheint selbst,

hervorragend zu sein, ganz wie wenn man

ein Pferd auf das Gras setzen würde,

stur, einen Preisträger, mit donnernden Hufen,

aus den beflügelten(?) Träumen.
Siehst du es denn nicht? Das da ist ein venetisches

Rennpferd, während die Mähne

meiner Kusine

Hagesichora ja blüht

wie pures Gold.

Ihr Gesicht ist silbern

– warum soll ich alle Einzelheiten ausmalen?

Das ist ja Hagesichora.

Sie rennt wie die zweite hinter Agido im Aussehen (?),

ein Kolaxäer Pferd gegen ein Ibener.

Denn die Pleiaden kämpfen mit uns(?),

als wir Orthria ein Kleid bringen,

und sie gehen durch die unsterbliche Nacht

auf wie Sirius der Stern.
Purpur gibt es aber nicht

ausreichend, um sich wehren zu können,

noch einen bunten Schlangenschmuck

aus reinem Gold noch eine Mitra

aus Lydien, der veiläugigen

Mädchen Zierde,

noch Nannos Haare,

aber auch nicht die göttliche Areta

noch Thylakis und Kleesithera,

und du wirst nicht zu Ainesimbrota gehen und sagen:

Möchte Astaphis mein sein,

und möchte Philylla mich ansehen

und Damareta und die liebe Ianthemis.

Nein, mich quält Hagesichora!
Ist ja nicht Hagesichora

mit den schönen Knöcheln bei uns,

und ist nicht Agido [hier]

und preist unser Fest?

Aber, Götter, hört ihre [Gebete].

Denn an den Göttern liegen die Erfüllung

und Vollziehung. Chorleiterin,

wenn ich reden darf, ich bin ja selbst

lediglich ein Mädchen, das vergebens vom Balken heult

wie die Eule. Ich will ja zunächst Aotis

behagen. Denn sie ist die Ärztin

unserer Qualen geworden.

Es ist aber Hagesichora zu verdanken,

dass die Mädchen zum lieben Frieden gelangt sind.
Denn dem Seiltrager

also [...]

Man muss auf dem Schiff zunächst

dem Kapitän gehorchen.

Sie ist zwar nicht eine bessere

Sängerin als die Sirenen.

Die sind ja Göttinnen, und statt [elf]

singen hier zehn Mädchen.

Sie tönt wie einst bei Xanthos' Strom

der Schwan. Mit den reizvollen blonden Haaren

## Ausgaben und Übersetzungen
- Claude Calame: Alcman. Introduction, texte critique, témoignages, traduction et commentaire (Lyricorum Graecorum quae exstant 6). Edizioni dell'Ateneo, Roma 1984.
- David A. Campbell: Greek Lyric. Bd. 2: Anacreon, Anacreontea. Choral lyric from Olympus to Alcman. 1988 (Loeb Classical Library 143)
- Malcolm Davies: Poetarum melicorum Graecorum fragmenta. Bd. 1. Alcman, Stesichorus, Ibycus. Clarendon Press, Oxford 1991, ISBN 0-19-814046-0.
- Denys L. Page: Alcman. The Partheneion. Clarendon Press, Oxford 1951.